# ساحل الفيروز

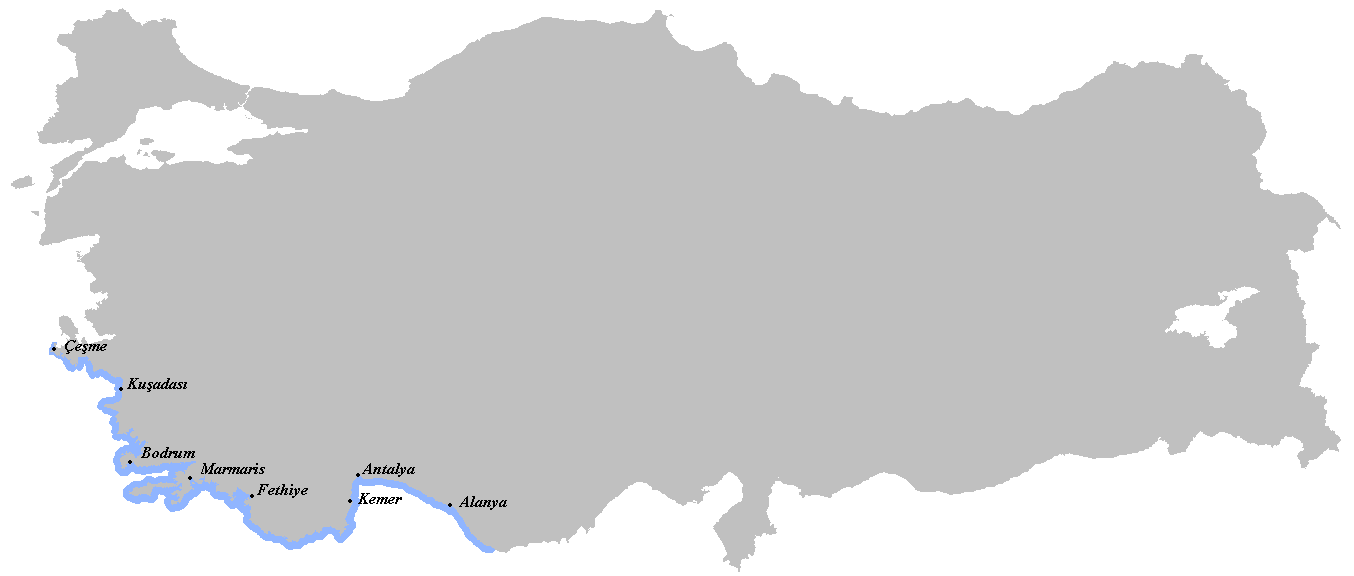
خريطة تركيا مبين عليها ساحل "الريفيرا التركية" في جنوب غرب تركبا باللزن الأزرق.

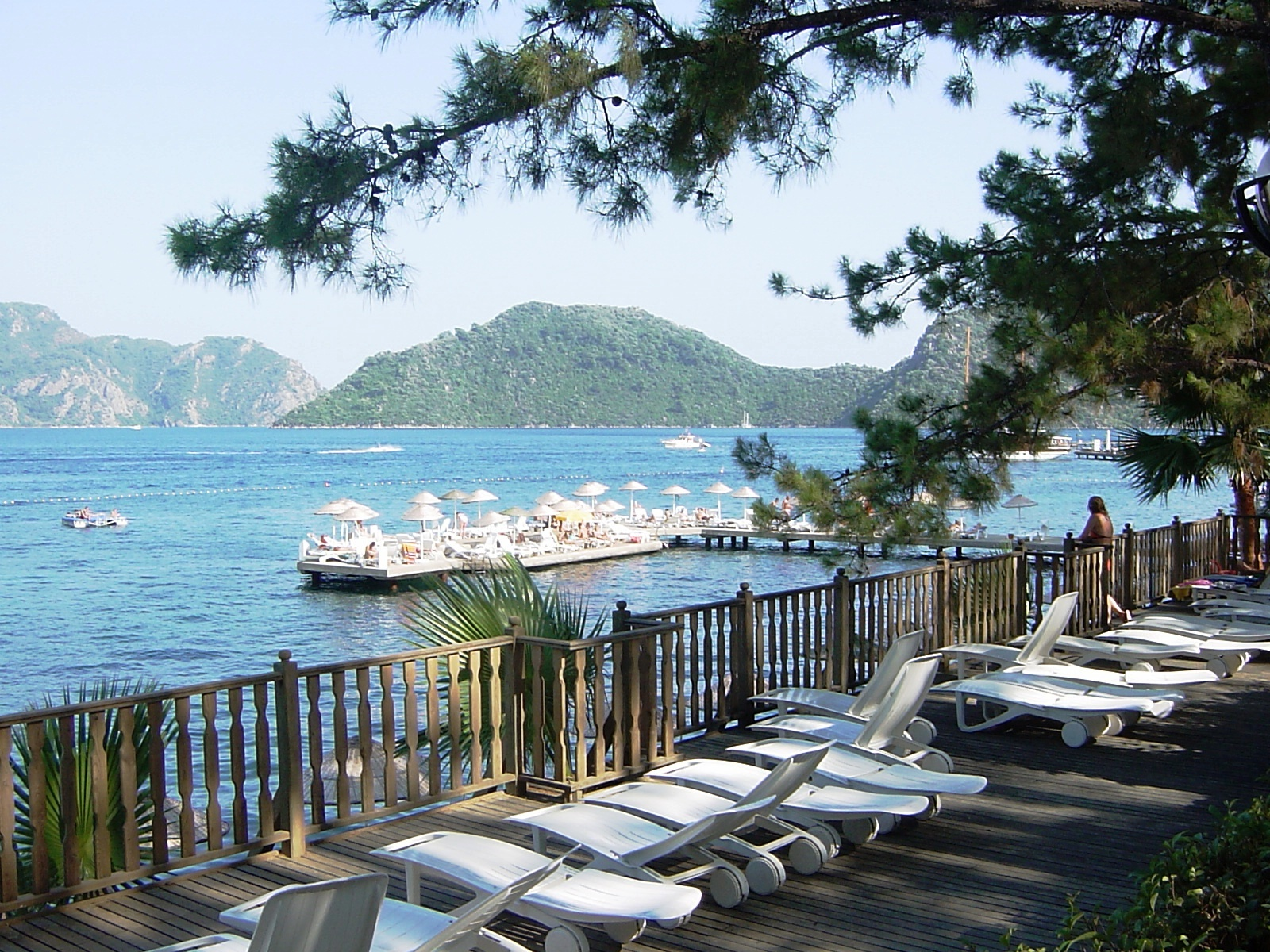
مارماريس.

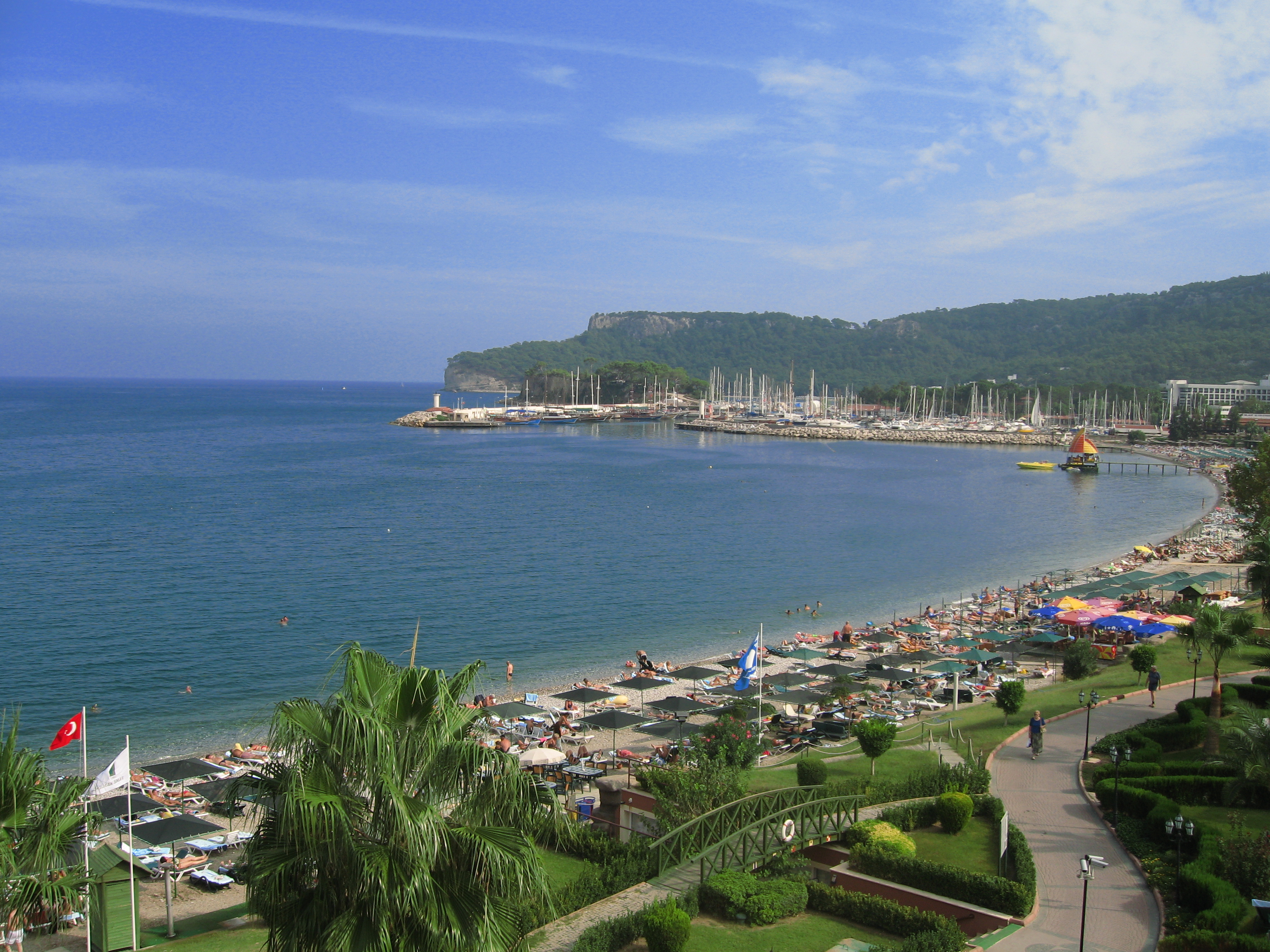
شواطئ و مارينا في كومير.

الريفيرا التركية أو ساحل الفيروز (بالتركية: Türk Rivierası)‏ (بالإنجليزية: Turkish Riviera)‏ هو مصطلح يستخدم لتعريف مدن سواحل منطقة جنوب غرب تركيا والتي تشمل محافظات أنطاليا وموغلا وجنوب إزمير وغربي مرسين. يبلغ طول الريفييرا التركية حوالي ألف كم على خط الساحل التركي، وأكثر مايلفت بالريفيرا التركية هو وفرة الأماكن الطبيعية الخلابة والمناطق الأثرية مما يجعل السواحل التركية مقصداً سياحيا مهماً.
تشمل الريفيرا التركية محافظتي أنطاليا وموغلا، وجنوب إزمير وغربي مرسين، وهي تتمتع بمزيج من المناخ الرائع والبحر الدافئ والمناظر الجبلية والشواطئ على طول أكثر من ألف كيلومتر من الشاطئ على طول مياه بحر إيجه والبحر الأبيض المتوسط، كما تتميز بوفرة الأماكن الطبيعية والمواقع الأثرية ومن أهمها اثنان من عجائب الدنيا السبع في العالم القديم يتمثلان في أنقاض ضريح موسولوس في بودروم (هاليكارناسوس) ومعبد أرتميس في أفسس والذي يعد مثالا رائعا على الهندسة المعمارية اليونانية، ما يجعل منها وجهة سياحية ذات شعبية كبيرة بين السائحين والسكان المحليين على حد سواء.

## المدن والبلدات
يوجد بتركيا العديد من المدن والبلدات والقرى المعروفة دوليا بالريفيرا التركية مثل ألانيا وأنطاليا وبودروم وفتحية ومرماريس.
بعض المدن المهمة على ساحل «الريفييرا التركية»:
| - أكبوك - أكياكا - ألاتشاتي - ألانيا - أنطاليا - أرموتالان - بلديبي - بيليك - بايجيك - بيتاز - بودروم - بوزبورون | - تشاميوفا - جشمة - تشيرالي - دالامان - داليان - داتشا - ديمري - ديدم - فتحية - فينيقيه - غازي باشا - غوجيك | - كوكوفا - كوموشلوك - كوزال تشاملي - حصار أونو - إيليجا - إيتشميلار - كلكان - كاش - كيكوفا - كيمير - كوملوجا | - كوشاداسي - كنيا ألتي - كويجيغيز - لارا - منافغات - مرماريس - ميلاس - مغلة - أوليمبوس - أورطاجا - أوفاجيك - أولودنيز | - أورين - أوزديري - باتارا - سليمية - سيدا - كالي كوي - توربا - تورغوت ريس - تورونتش - تورك بوكو - أولو بينار - ياليكافاك |